# Деловая столица
«Делова́я столи́ца» (укр. «Ділова столиця») — український російськомовний діловий тижневик а також україномовне й англомовне інтернет-ЗМІ.
Видається з травня 2001 року в Києві.
Перша ділова газета України, котра почала використовувати повноколірний друк. За рахунок кольорового друку значною мірою обумовлений швидкий вихід видання на самоокупність.
Газета почала приносити прибуток через 6—9 місяців з моменту запуску проєкту. На той момент рекламодавці потребували кольорових носіїв, які дозоляють здійснювати якісний друк. Концепцію проєкту розробляв Гліб Корнілов (з кінця 2006 року — генеральний продюсер телеканалу НТН, працював на керівних посадах в газеті «Бізнес», телеканалі СТБ).
Видання входить в трійку найбільших ділових видань України. Заявлений наклад понад 60 тис. примірників.
- Головний редактор (до осені 2013 року): Інна Ковтун.
- 2013-2015 роки - Олена Дьоміна.
- березень 2015 - грудень 2019 року  - шеф-редактор видавничої групи «Картель» Віталій Пирович
- з січня 2020 року   - шеф-редактор видавничої групи «Картель» Ольга Сантарович[2]

## Видавничий дім «Картель»
Засновник і видавець — ПрАТ «Картель». ПрАТ «Картель» видає газету «Деловая столица», журнали «Власть денег» та інші видання. До складу ПрАТ «Картель», крім видавничого дому, входять також «Всеукраїнське передплатне агентство» та мережа роздрібних продажів «Картель-преса».
Найбільший акціонер (бенефіціар) підприємства у 2013 році, 74,97% акцій — «International Ltd» (Беліз). Кінцевими власниками проєкту були акціонери російської нафтової компанії «Лукойл» Вагіт Алекперов і Леонід Федун.
Решту 25,03% акцій у жовтні 2013 року ПрАТ «Картель» викупило за 2,06 млн грн в Олексія Леонідовича Федуна, колишнього народного депутата України.
У березні 2014 видання Hubs повідомило з посиланням на власні джерела, що новим власником «Картеля» став власник агрохолдингу «Авангард» Олег Бахматюк, однак прессекретар Бахматюка цю інформацію спростувала.
Видавничий дім «Картель» було дружньо передано Вадиму Денисенку, головному редактору телеканалу «Еспресо.TV»; більша частина колективу звільнилися. 
Голова наглядової ради видавничої групи «Картель» Оксана Клименко повідомила «Телекритиці», що мова йшла не про продаж ВД «Картель», а про «дружню передачу» компанії людині, яка знайшла кошти на її розвиток
|  | «Це не угода про купівлю-продаж. Ми просто передаємо компанію людині, яка знайшла фінансування. Угоду про передачу компанії має бути закрито наступного тижня. Ми планували закриватись, але до нас звернувся Вадим Денисенко, який також у нас працював, і повідомив, що знайшов гроші для розвитку проекту. |

У серпні 2014 року Вадим Денисенко повідомив, що він є шеф-редактором видань та власником видавничого дому «Картель».